# 1994 TH
1994 TH é um objeto transnetuniano (TNO) que está localizado no cinturão de Kuiper, uma região do Sistema Solar. Ele possui uma magnitude absoluta (H) de 7,0 e, tem um diâmetro estimado com cerca de 175 km, por isso é pouco provável que possa ser classificado como um planeta anão, devido ao seu tamanho relativamente pequeno.

## Descoberta
1994 TH foi descoberto no dia 03 de outubro de 1994 pelos astrônomos J. Chen, D. C. Jewitt e G. Knopp.

## Órbita
A órbita de 1994 TH tem uma excentricidade de 0.000 e possui um semieixo maior de 40.940 UA. O seu periélio leva o mesmo a uma distância de 40.940 UA em relação ao Sol e seu afélio a 40.940.